# واباسيكا
واباسيكا (بالإنجليزية: Wabbaseka, Arkansas)‏ هي مدينة تقع في مقاطعة جيفرسون بولاية أركنساس في الولايات المتحدة. تبلغ مساحة هذه المدينة 1 (كم²)، وترتفع عن سطح البحر 62 م، بلغ عدد سكانها 255 نسمة في عام 2010 حسب إحصاء مكتب تعداد الولايات المتحدة.

## التركيبة السكانية
حدّد مكتب تعداد الولايات المتحدة بيانات التركيبة السكانية لواباسيكا في تعداد الولايات المتحدة. في ما يلي، التركيبة السكانية حسب تعدادي 2000 و2010.

### تعداد عام 2000
بلغ عدد سكان واباسيكا 323 نسمة بحسب تعداد عام 2000، وبلغ عدد الأسر 132 أسرة وعدد العائلات 84 عائلة مقيمة في البلدة. في حين سجلت الكثافة السكانية 362.9 نسمة لكل كيلومتر مربع (939.9/ميل2). وبلغ عدد الوحدات السكنية 150 وحدة بمتوسط كثافة قدره 168.5 لكل كيلومتر مربع (436.4/ميل2).
وتوزع التركيب العرقي للبلدة بنسبة 15.17% من البيض و84.21% من الأمريكيين الأفارقة و0.62% من عرقين مختلطين أو أكثر.
بلغ عدد الأسر 132 أسرة كانت نسبة 32.6% منها لديها أطفال تحت سن الثامنة عشر تعيش معهم، وبلغت نسبة الأزواج القاطنين مع بعضهم البعض 44.7% من أصل المجموع الكلي للأسر، ونسبة 17.4% من الأسر كان لديها معيلات من الإناث دون وجود شريك،  بينما كانت نسبة 1.5% من الأسر لديها معيلون من الذكور دون وجود شريكة وكانت نسبة 36.4% من غير العائلات. تألفت نسبة 35.6% من أصل جميع الأسر من عدة أفراد يعيشون في نفس المنزل ونسبة 15.9% كانت تتألف من شخص يعيش بمفرده يبلغ من العمر 65 عاماً أو أكثر. وبلغ متوسط حجم الأسرة المعيشية 2.45، أما متوسط حجم العائلات فبلغ 3.18.
بلغ العمر الوسطي للسكان 37.9 عاماً. وكانت نسبة 27.9% من القاطنين تحت سن الثامنة عشر، وكانت نسبة 7.1% بين الثامنة عشر والرابعة والعشرين عاماً، ونسبة 22.3% كانت واقعةً في الفئة العمرية ما بين الخامسة والعشرين والرابعة والأربعين عاماً، ونسبة 21.1% كانت ما بين الخامسة والأربعين والرابعة والستين، ونسبة 21.7% كانت ضمن فئة الخامسة والستين عاماً فما فوق. يوجد لكل 100 أنثى 95.8 ذكر، ويوجد لكل 100 أنثى في الثامنة عشر من عمرها فما فوق 92.6 ذكر.
بلغ متوسط دخل الأسرة في البلدة 14,792 دولارًا، أما متوسط دخل العائلة فبلغ 24,375 دولارًا. وكان متوسط دخل الذكور 16,250 دولارًا مقابل 28,750 دولارًا للإناث. وسجل دخل الفرد الخاص بالبلدة 10,902 دولارًا. وكانت نسبة 28.1% من العائلات ونسبة 30.7% من السكان تحت خط الفقر، وكان من هؤلاء نسبة 44.8% تحت سن الثامنة عشر ونسبة 31.1% في الخامسة والستين من العمر وما فوق.

### تعداد عام 2010
بلغ عدد سكان واباسيكا 255 نسمة بحسب تعداد عام 2010، وبلغ عدد الأسر 108 أسرة وعدد العائلات 63 عائلة مقيمة في البلدة. في حين سجلت الكثافة السكانية 286.5 نسمة لكل كيلومتر مربع (742.0/ميل2). وبلغ عدد الوحدات السكنية 134 وحدة بمتوسط كثافة قدره 150.6 لكل كيلومتر مربع (390.1/ميل2).
وتوزع التركيب العرقي للبلدة بنسبة 22.35% من البيض و75.69% من الأمريكيين الأفارقة و0.39% من الأمريكيين الأصليين و1.57% من عرقين مختلطين أو أكثر و1.57% من الهسبانيون أو اللاتينيون من أي عرق.
بلغ عدد الأسر 108 أسرة كانت نسبة 21.3% منها لديها أطفال تحت سن الثامنة عشر تعيش معهم، وبلغت نسبة الأزواج القاطنين مع بعضهم البعض 39.8% من أصل المجموع الكلي للأسر، ونسبة 17.6% من الأسر كان لديها معيلات من الإناث دون وجود شريك،  بينما كانت نسبة 0.9% من الأسر لديها معيلون من الذكور دون وجود شريكة وكانت نسبة 41.7% من غير العائلات. تألفت نسبة 38.9% من أصل جميع الأسر من عدة أفراد يعيشون في نفس المنزل ونسبة 13% كانت تتألف من شخص يعيش بمفرده يبلغ من العمر 65 عاماً أو أكثر. وبلغ متوسط حجم الأسرة المعيشية 2.36، أما متوسط حجم العائلات فبلغ 3.25.
بلغ العمر الوسطي للسكان 47.6 عاماً. وكانت نسبة 20% من القاطنين تحت سن الثامنة عشر، وكانت نسبة 8.2% بين الثامنة عشر والرابعة والعشرين عاماً، ونسبة 16.9% كانت واقعةً في الفئة العمرية ما بين الخامسة والعشرين والرابعة والأربعين عاماً، ونسبة 34.1% كانت ما بين الخامسة والأربعين والرابعة والستين، ونسبة 20.8% كانت ضمن فئة الخامسة والستين عاماً فما فوق. وتوزع التركيب الجنسي للسكان بنسبة 49.8% ذكور و50.2% إناث.

## وصلات خارجية
- The US50 - Cities and Towns in Arkansas State
- 2012 United States Census Estimate